# New Wave Hot Dogs
New Wave Hot Dogs è il secondo album discografico del gruppo musicale alternative rock statunitense Yo La Tengo, pubblicato nel 1987.

## Descrizione
Il disco venne registrato dopo che  Schramm e Lewis avevano abbandonato il gruppo e con Stephen Wichnewski come nuovo bassista.
Venne pubblicato anche nel Regno Unito dalla What Goes on Records.
L'album venne ripubblicato in formato CD insieme al successivo President Yo La Tengo in un unico disco.

## Tracce
1. Clunk – 3:32 (Ira Kaplan)
2. Did I Tell You – 3:30 (Ira Kaplan)
3. House Fall Down – 2:45 (Ira Kaplan)
4. Lewis – 2:31 (Ira Kaplan)
5. Lost In Bessemer – 1:22 (Ira Kaplan)
6. It's Alright (The Way That You Live) – 4:10 (Lou Reed e John Cale)
7. 3 Blocks from Groove Street – 2:24 (Ira Kaplan)
8. Let's Compromise – 1:51 (Chris Nelson, Philip Dray e Rick Brown)
9. Serpentine – 1:57 (Ira Kaplan)
10. A Shy Dog – 3:36 (Ira Kaplan)
11. No Water – 3:18 (Ira Kaplan e Phil Milstein)
12. The Story of Jazz – 3:34 (Ira Kaplan)

## Formazione
- Stephen Wichnewski: basso
- Georgia Hubley: batteria
- Ira Kaplan: voce e chitarra

Altri musicisti
- Chris Stamey: chitarra nel brano n. 4 e 11
- Dave Rick: chitarra nel brano n. 8